# Sedum sagittipetalum
Sedum sagittipetalum är en fetbladsväxtart som beskrevs av Fröderstr.. Sedum sagittipetalum ingår i Fetknoppssläktet som ingår i familjen fetbladsväxter. Inga underarter finns listade i Catalogue of Life.